# Добре-Място
Добре-Място (пол. Dobre Miasto), Гуттштадт, Гутштадт (нем. Guttstadt — другое название:  Guddestat, Godenstat, Gudinstat, Gutberg, Gutenstat, Guthenstadt, Guthinstadt) — город в Польше, входит в Варминьско-Мазурское воеводство, Ольштынский повят. Имеет статус городско-сельской гмины. Занимает площадь 4,86 км². Население — 10 293 человек (на 2018 год).

## Памятники
В реестр охраняемых памятников Варминьско-Мазурского воеводства занесены:
- Городская планировка 1325 г.
- Коллегиальная церковь
- Коллегиальные здания
- Костёл св. Николая
- Часовня св. Георгия XVIII в.
- Лютеранская церковь 1 половины XIX в.
- Придорожная часовня XIX в. по ул. Грюнвальдской
- Придорожная часовня XIX в. по ул. Войска Польского
- Кладбищенские ворота
- остатки оборонительных стен XIV—XV вв.
- Аистовая башня
- Дома по ул. Фабричной, 3, 4а, 5
- Дома по ул. Горной, 1, 18, 20
- Дом по ул. Гроблова, 8
- Дома по ул. Грюнвальдской, 16, 19, 21, 23, 25, 27, 37
- Дом по ул. Короткой, 5
- Дома по ул. Лужицкой, 2—4, 6, 14, 17, 19, 24, 35, 49, 53
- Дома по ул. Мальчевского, 11, 13
- Лютеранский приходской дом 2 четверти XIX в.
- Вилла конца XIX в. по ул. Ольштынской, 8
- Дом начала XIX в. по ул. Ольштынской, 10
- Дома конца XIX в. по ул. Белого Орла, 13, 24
- Дома XVIII—XIX в. по ул. Совинского, 4, 6, 7, 10, 11, 15, 17
- Дом конца XIX в. по ул. Белого Орла, 24а
- Дома по ул. Варшавской, 1, 3, 4, 6, 12, 14
- Дома по ул. Войска Польского, 8, 10, 12, 14, 18, 23, 25—27, 31/33, 45, 47
- Корчма по ул. Войска Польского, 28
- Конюшня по ул. Войска Польского, 28а
- Конюшня 2 половины XIX в. по ул. Горной, 9а
- Конюшня 1900 г. по ул. Белого Орла, 28
- Амбар по ул. Лужицкой, 26
- Амбар по ул. Лужицкой, 37
- Амбар по ул. Ольштынской, 10
- Амбар по ул. Варшавской, 5
- Газовый завод начала XX в.
- Скотобойня 1889 г.
- Водонапорная башня 1905 г.

## Галерея

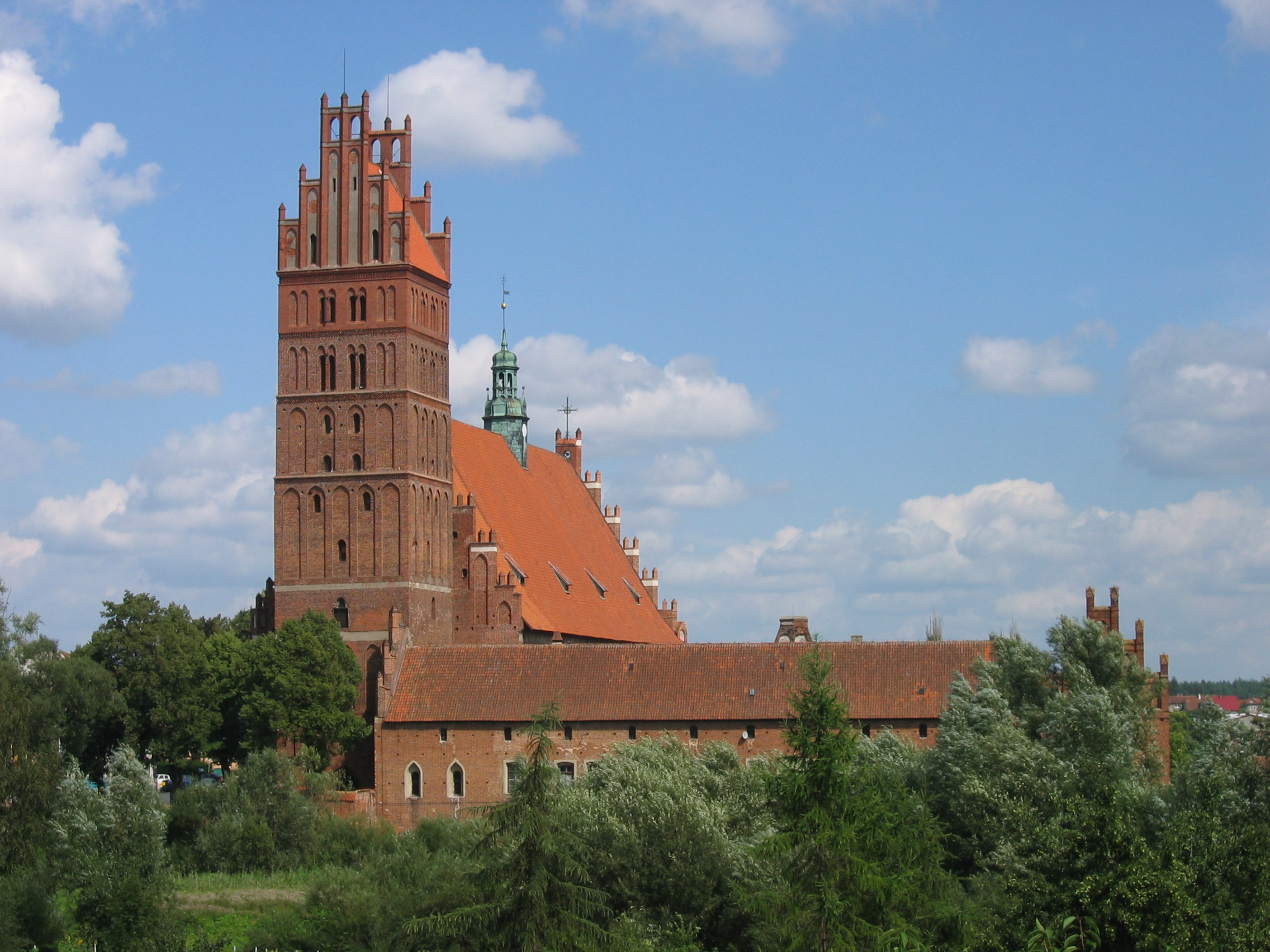
Kollegiatkirche
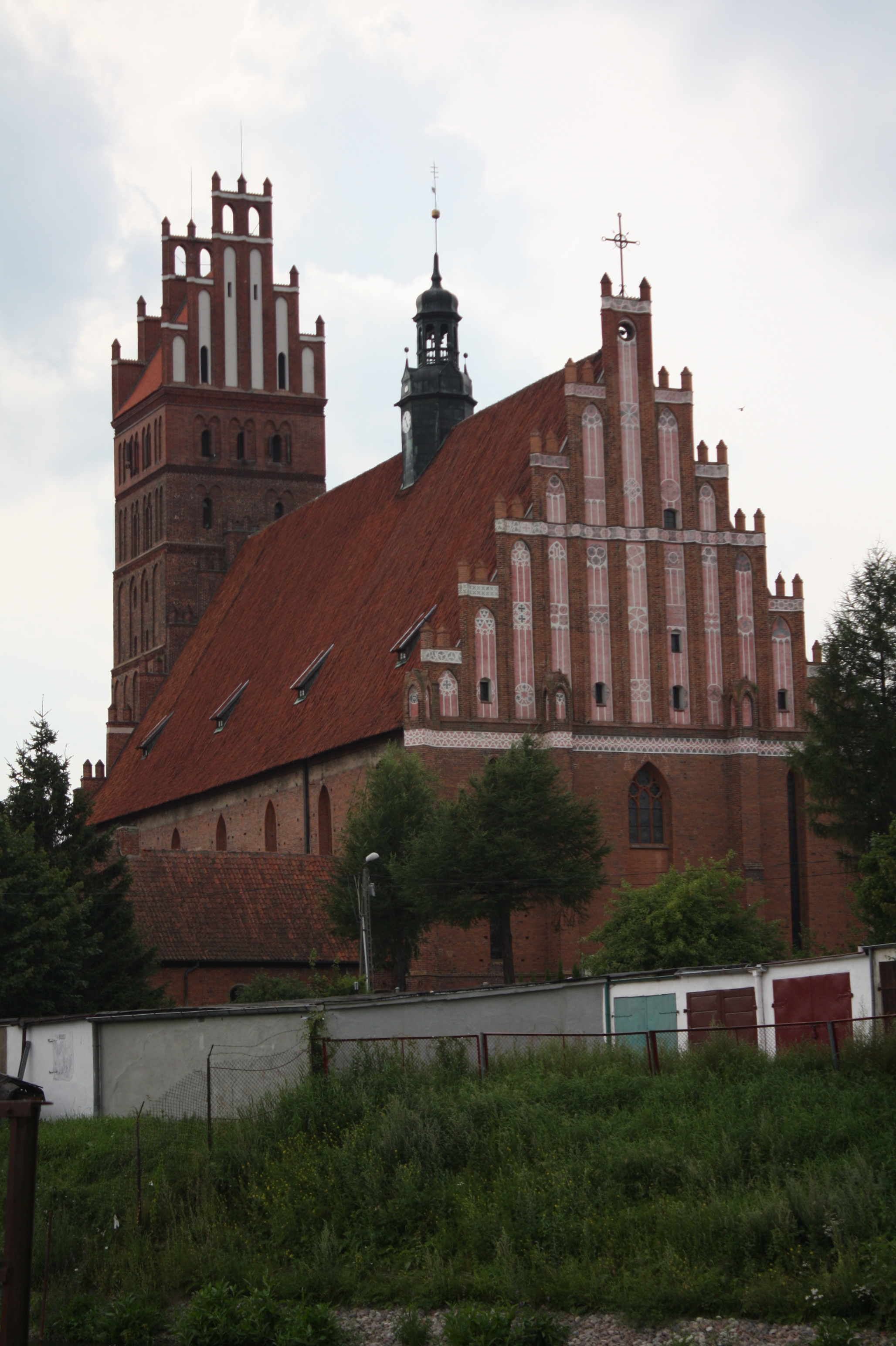
Kollegiatkirche
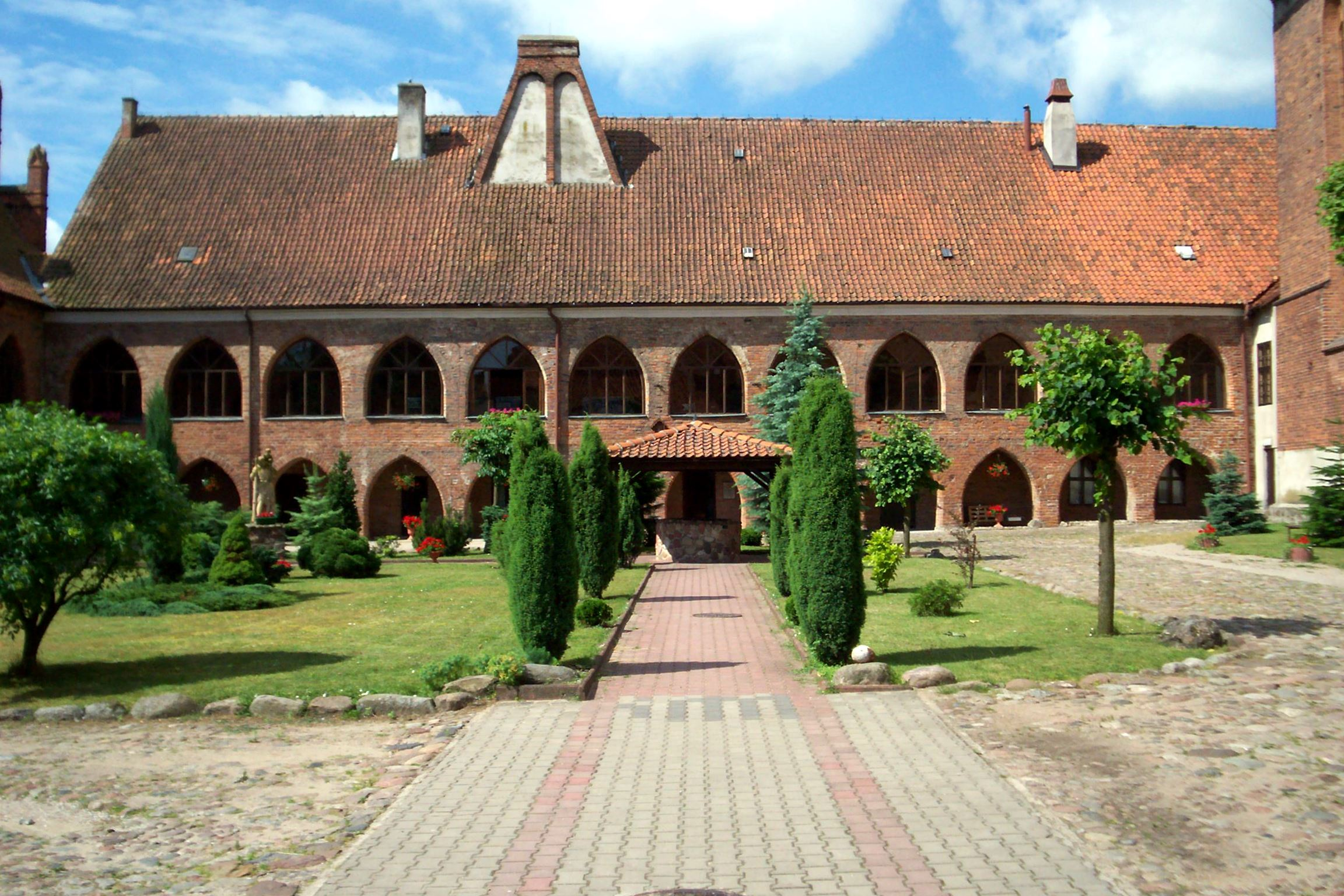
Kollegiatstift
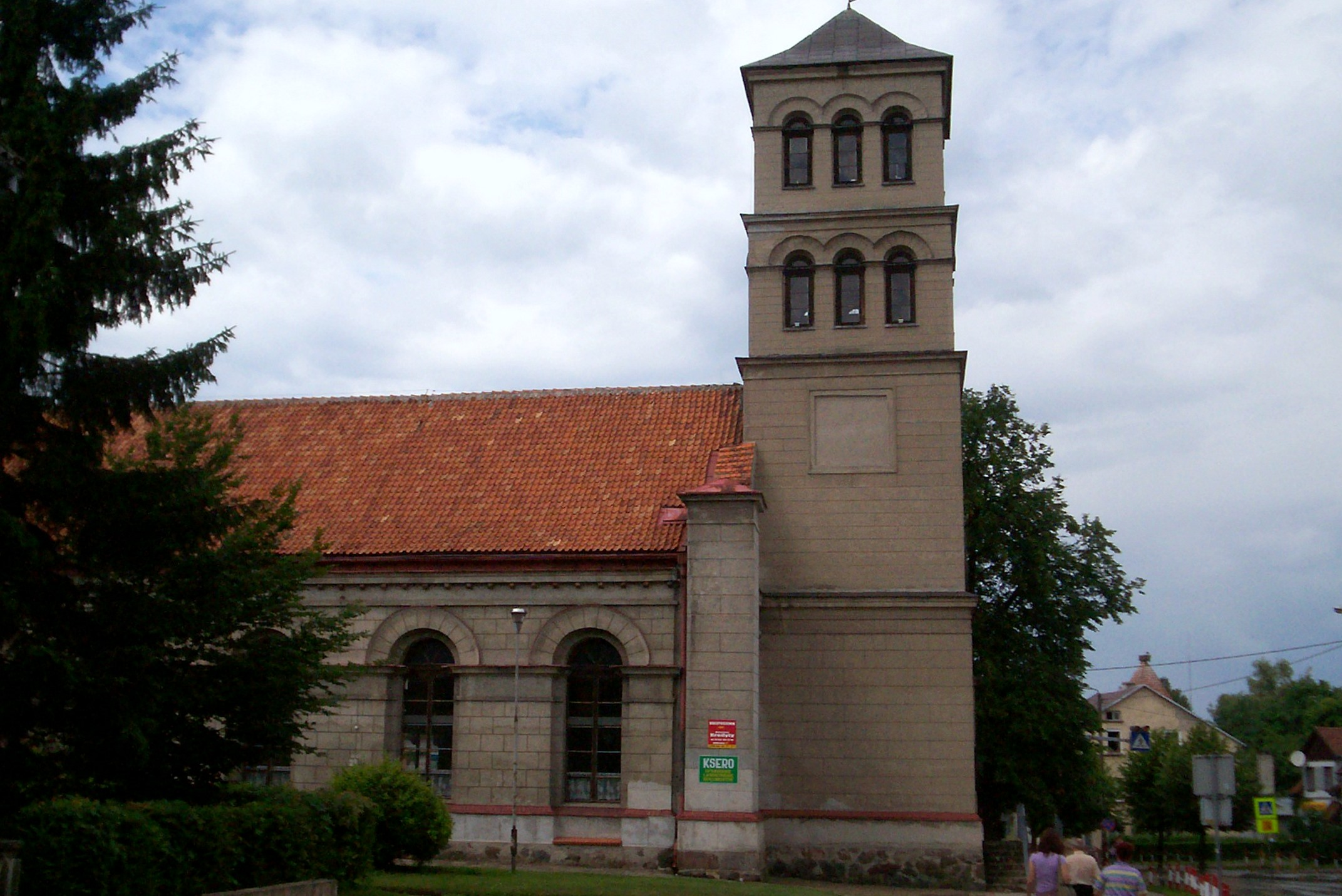
Ehemalige Evangelische Kirche
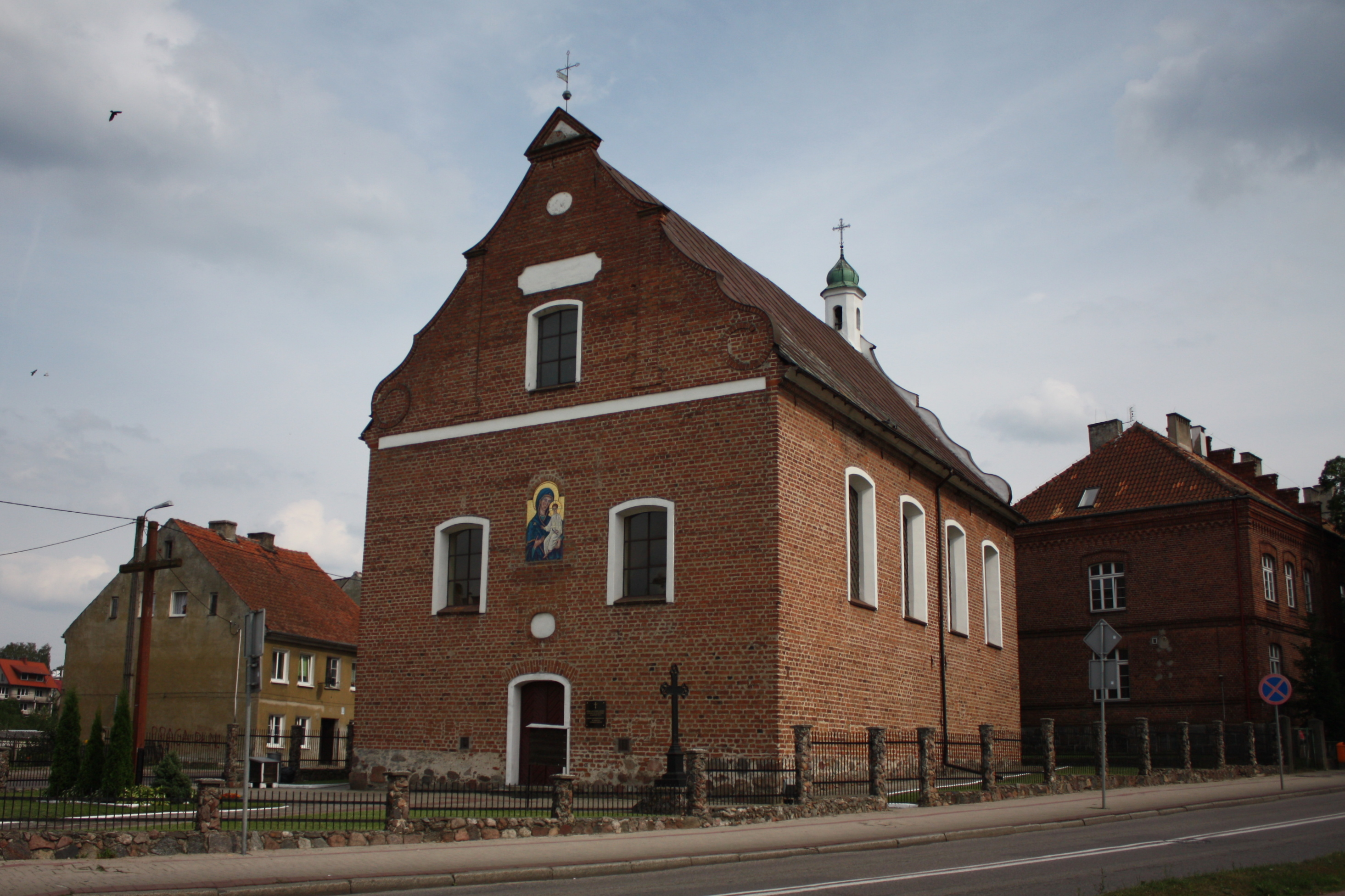
Griechisch-Katholische St.-Nikolaus-Kirche
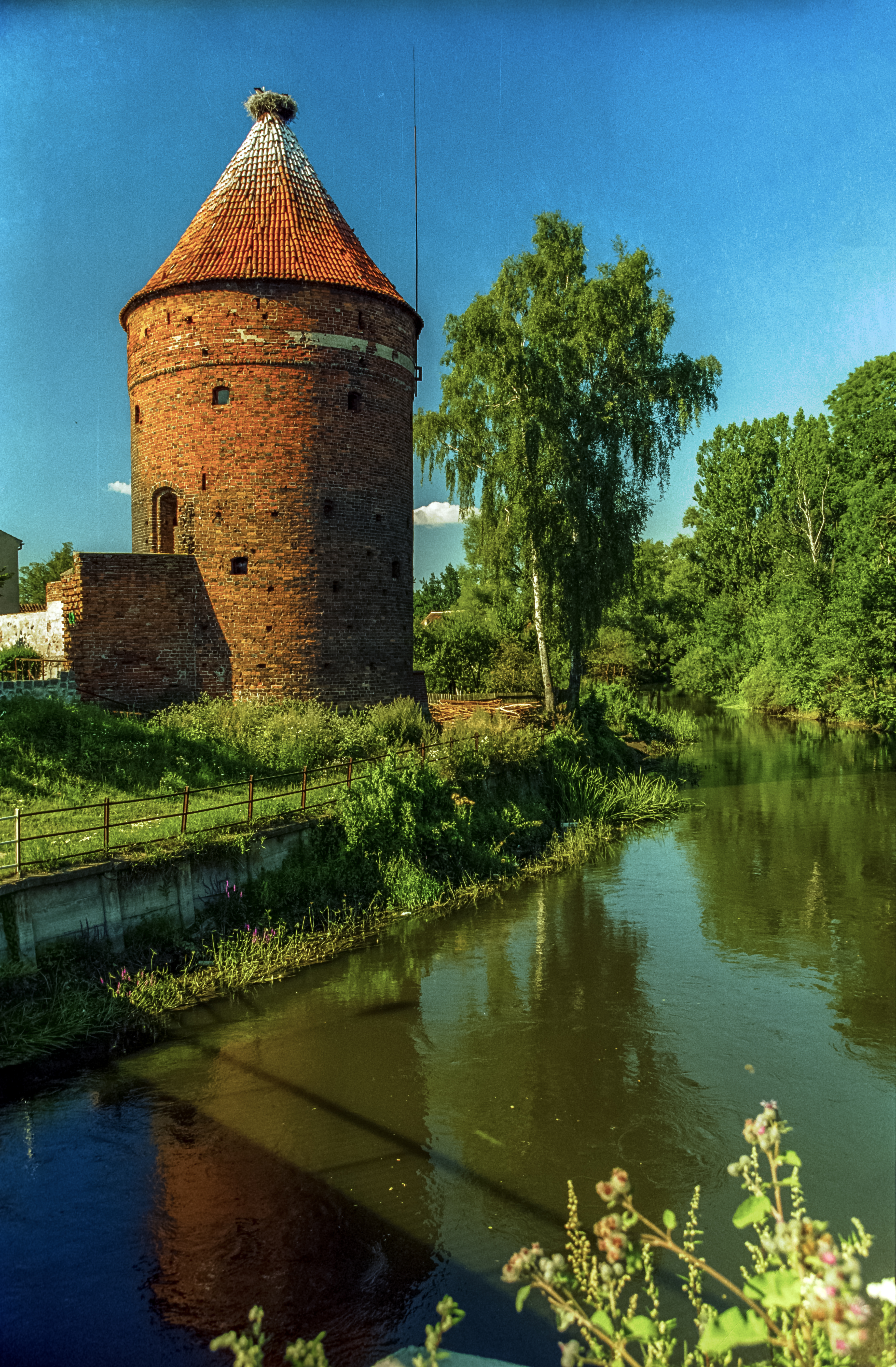
Storchenturm
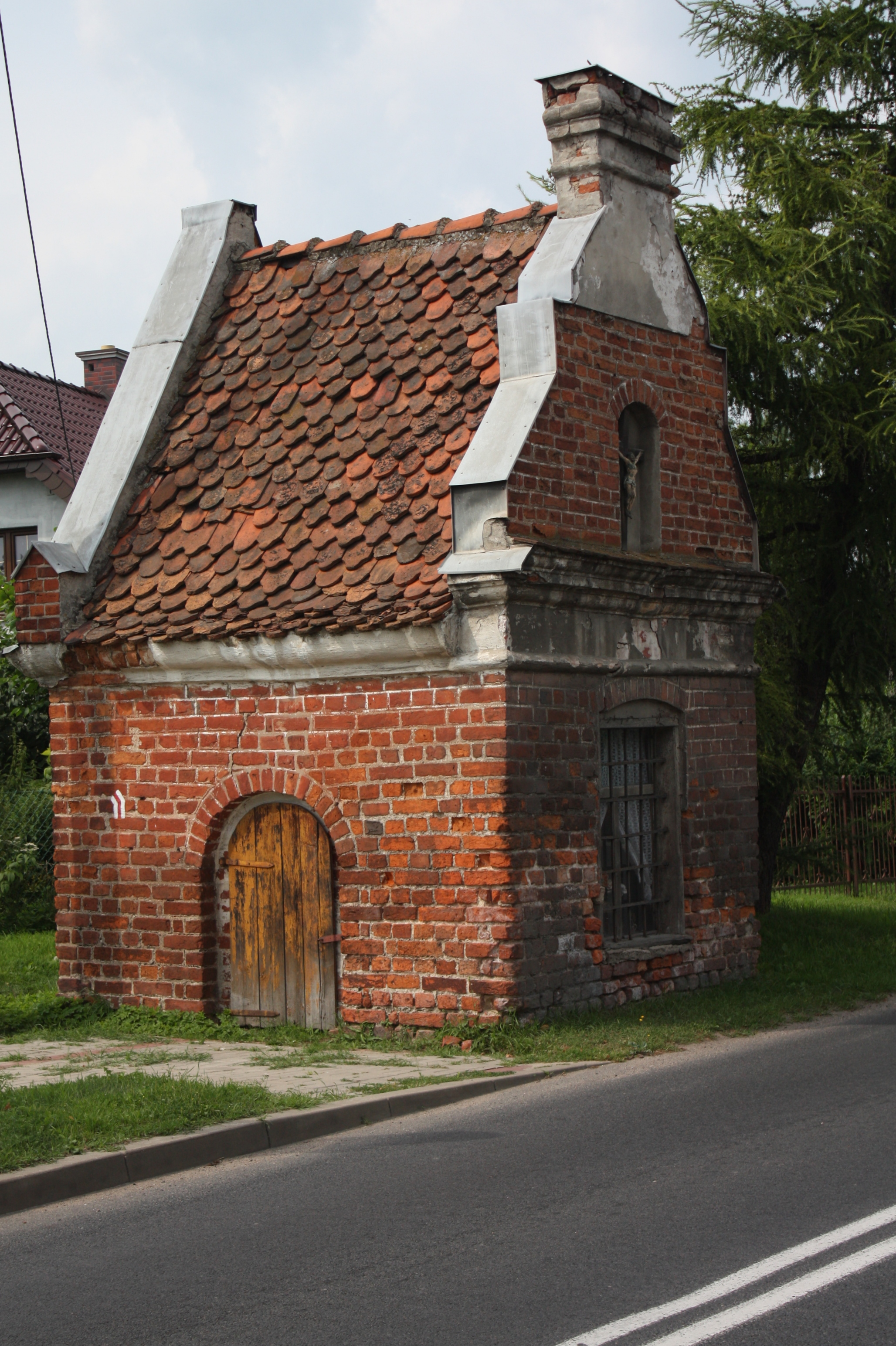
Часовня св.Георгия по ул.Войска Польского
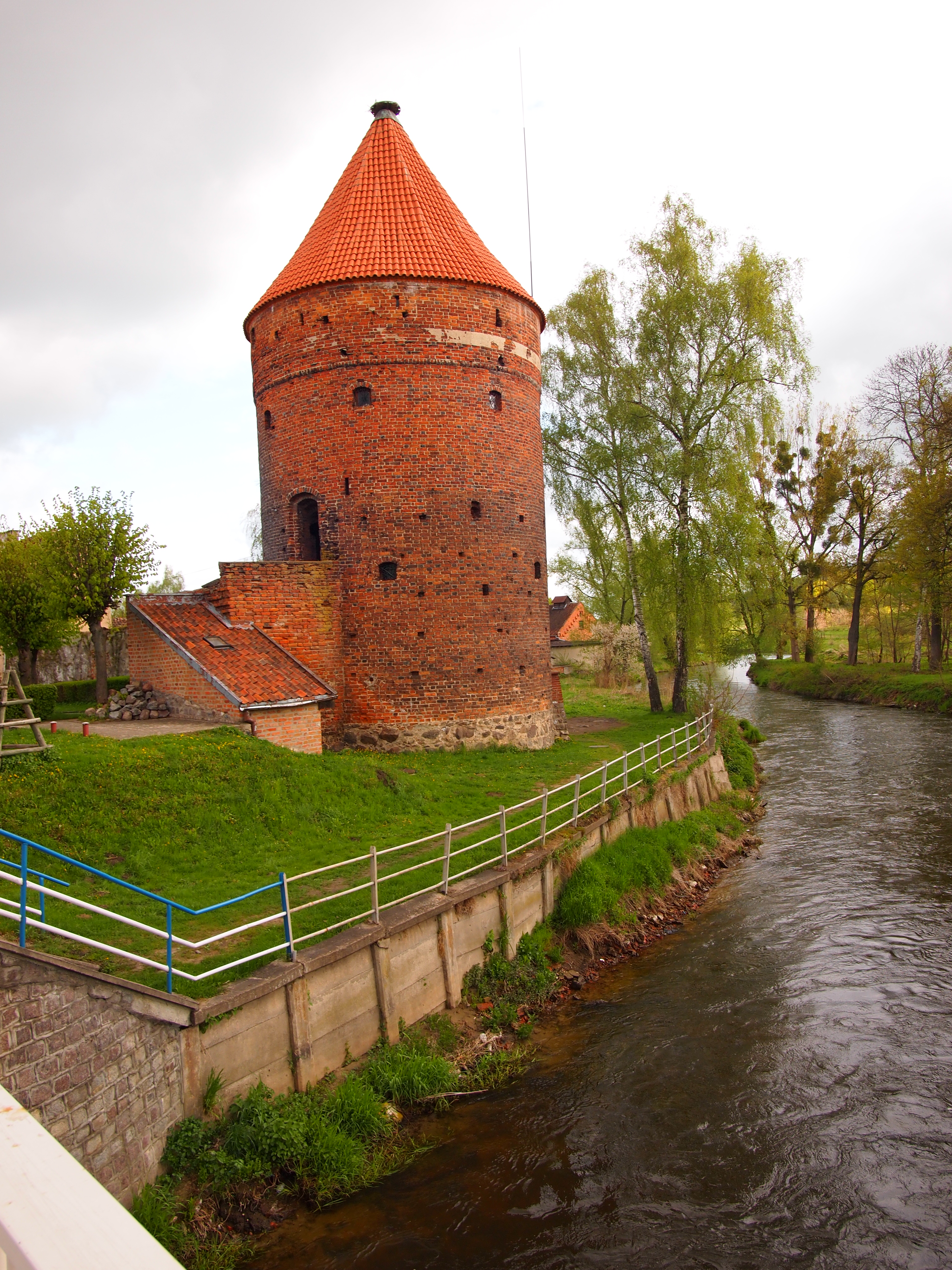
Аистовая башня